# Tom Villard
Thomas Louis Villard (* 19. November 1953 in Waipahu, Hawaii; † 14. November 1994 in Los Angeles, Kalifornien) war ein US-amerikanischer Filmschauspieler.

## Leben
Villard wuchs in Spencer, New York, auf, wo er die E.J. Wilson High School absolvierte. Er selbst hatte zwei Brüder und eine Schwester. Nach dem Besuch der High School begann Villard zwei Jahre am Allegheny College, Pennsylvania, zu studieren, ehe er nach New York City zog. Hier besuchte er die renommierte Schauspielklasse von Lee Strasberg und die American Academy of Dramatic Arts.
1980 siedelte er nach Los Angeles über, wo er noch im selben Jahr sein Debüt als Schauspieler in einer Episode der Fernsehserie CHiPs gab. Seine Karriere dauerte nur knapp 14 Jahre. Er verstarb fünf Tage vor seinem 41. Geburtstag an einer durch seine AIDS-Erkrankung hervorgerufenen Lungenentzündung.

## Filmografie (Auswahl)
- 1980: CHiPs (Fernsehserie)
- 1981: Revenge of the Gray Gang (TV-Kurzfilm)
- 1981: Die Macht der Fünf (Force: Five)
- 1981: Sidney Shorr: A Girl’s Best Friend (TV-Film)
- 1982: Der Killerparasit (Parasite)
- 1982: Grease 2
- 1983: Taxi (Fernsehserie)
- 1983: High School U.S.A. (TV-Film)
- 1984: Surf II: The End of the Trilogy
- 1984: Attack on Fear (TV-Kurzfilm)
- 1986: Das A-Team (Fernsehserie)
- 1986: Ein ganz verrückter Sommer (One Crazy Summer)
- 1986: Crazy Airforce (Weekend Warriors)
- 1986: Heartbreak Ridge
- 1987: Viel Ärger um Dick (The Trouble with Dick)
- 1987: Full House (Fernsehserie)
- 1983–1988: We Got It Made (Fernsehserie)
- 1989: Swimsuit (TV-Film)
- 1989: Wer ist hier der Boss? (Who’s the Boss?, Fernsehserie)
- 1990: Hunter (Fernsehserie)
- 1991: Skinner …lebend gehäutet (Popcorn)
- 1991: Die Hure (Whore)
- 1991: Clowns – Ihr Lachen bringt den Tod (Shakes the Clown)
- 1991: My Girl – Meine erste Liebe
- 1986/92: Golden Girls (Fernsehserie)
- 1992/93: Baywatch – Die Rettungsschwimmer von Malibu (Fernsehserie)
- 1994: Star Trek: Deep Space Nine (Fernsehserie)
- 1994: In the Army now – Die Trottel der Kompanie
- 1995: Countdown des Schreckens (OP Center, TV-Film)